# Violence (canção)
"Violence" é uma canção da musicista canadense Grimes e do DJ americano i_o. Foi lançado em 5 de setembro de 2019, como o primeiro single de seu quinto álbum de estúdio Miss Anthropocene.

## Antecedentes
Em 3 de setembro de 2019, a cantora anunciou o lançamento postando uma pintura de uma figura angelical cujas mãos tocam uma espada perfurada em um planeta parecido com a Terra. Ela também apagou o restante de sua página no Instagram. A postagem foi acompanhada pela legenda "Uma nova forma de morrer! 2 dias". o que levou as publicações a acreditar que seria o nome da música. No entanto, ela esclareceu o título da música um dia depois. Outra postagem em antecipação ao lançamento dizia "Havia humanos e deuses e nada além de anjos no meio".

## Recepção crítica
Selim Bulut, do Dazed Digital, descreveu a faixa como "uma peça mais ethereal de electro-pop, impulsionada por um bumbo e uma bassline de arp de sintetizador". Jem Aswad, da Variety, falou da música como uma "colaboração de foco suave e dirigida por sintetizadores com o DJ i_o". Escrevendo para Uproxx, Derrick Rossignol observou que "é uma peça envolvente de atmosfera, mas um pop eletrônico pronto para dança" e comparou-o a alguns de seus trabalhos anteriores. Em sua resenha do álbum de Grimes, Miss Anthropocene, Anna Richmond descreveu "Violence" como uma música sobre "um relacionamento abusivo, [...] apenas entedido como sendo cantado pela própria Terra até a própria crise das mudanças climáticas" e, sonoramente, "trance de four-on-the-floor  com uma melodia vocal ao estilo de Madonna". Rhian Daly, da NME, descreveu a gravação como "rave-pop pulsante e intergaláctica". A música apareceu na lista da PAPER Magazine das "10 Músicas Que Você Precisa Para Começar Bem O Seu Fim De Semana", onde o escritor, Michael Love Michael, a descreveu como "uma faixa de synthpop saltitante que parece partes iguais dos hits de balada de Britney Spears e PSA para relações tóxicas e/ou mudanças climáticas".

## Vídeo musical
O vídeo musical de "Violence" foi lançado através do canal de Grimes no YouTube juntamente com o lançamento oficial da música em 5 de setembro de 2019. Foi dirigido pela própria Grimes. O vídeo começa com a cantora lendo A Arte da Guerra de Sun Tzu, que prevê o resultado do vídeo. Mais tarde, em 15 de março de 2020, a capa do livro foi censurada devido a reivindicações de direitos autorais feitas por uma editora por essa edição específica.[carece de fontes?] Depois de ler o livro, Grimes é vista realizando danças entre um grupo de guerreiras cujos movimentos imitam combates de guerra; todos eles estão usando máscaras para obscurecer suas feições. Grimes também é vista na área onde ela leu o livro, dançando e cantando. Grimes usa uma roupa preta simples enquanto está com os dançarinos e, enquanto está sozinha, ela está vestida com um "vestido futurista prateado" da coleção de alta costura de Iris Van Herpen para o outono de 2019. A Variety comparou os visuais a uma "sessão de supermodelos na década de 1990". O vídeo apresenta coreografias inspiradas na usuária do TikTok, Cindy e foi filmado dentro da Catedral de Vibiana.

## Faixas e formatos
Download digital e streamimg – Lançamento original (setembro de 2019)
1. "Violence" (Original Mix) – 3:40

Download digital e streaming – Relançamento (outubro de 2019)
1. "Violence" – 3:40
2. "Violence" (Club Mix) – 4:12

Download digital e streaming – Relançamento (dezembro de 2019)
1. "Violence" (Original Mix) – 3:40
2. "Violence" (Club Mix) – 4:12

## Créditos
Créditos adaptados do Tidal.
- Grimes – vocais, produção
- Garrett Lockhart (i_o) – produção
- Tom Norris – mixagem

## Desempenho nas paradas musicais
| Parada (2019–20)                                            | Melhor posição |
| ----------------------------------------------------------- | -------------- |
| Nova Zelândia (Hot Singles – RMNZ)                          | 31             |
| Estados Unidos (Dance/Electronic Digital Songs – Billboard) | 5              |
| Estados Unidos (Dance/Electronic Songs – Billboard)         | 19             |